# Thrixopelma choquequirao
Espèce
Thrixopelma choquequirao est une espèce d'araignées mygalomorphes de la famille des Theraphosidae.

## Distribution
Cette espèce est endémique de la région de Cuzco au Pérou,. Elle se rencontre vers Choquequirao.

## Description
Le mâle holotype mesure 32,4 mm et la femelle paratype 36,2 mm.

## Systématique et taxinomie
Cette espèce a été décrite par Millenpeier, Chaparro, Ochoa, Ferretti et West en 2024.

## Étymologie
Son nom d'espèce lui a été donné en référence au lieu de sa découverte, Choquequirao.

## Publication originale
- Millenpeier, Chaparro, Ochoa, Ferretti & West, 2024 : « A new species of Thrixopelma (Araneae: Theraphosidae: Theraphosinae) from southern Peru. » Studies on Neotropical Fauna and Environment, vol. 59, no 2, p. 578-586.